# پارک کشتی سبز شرق

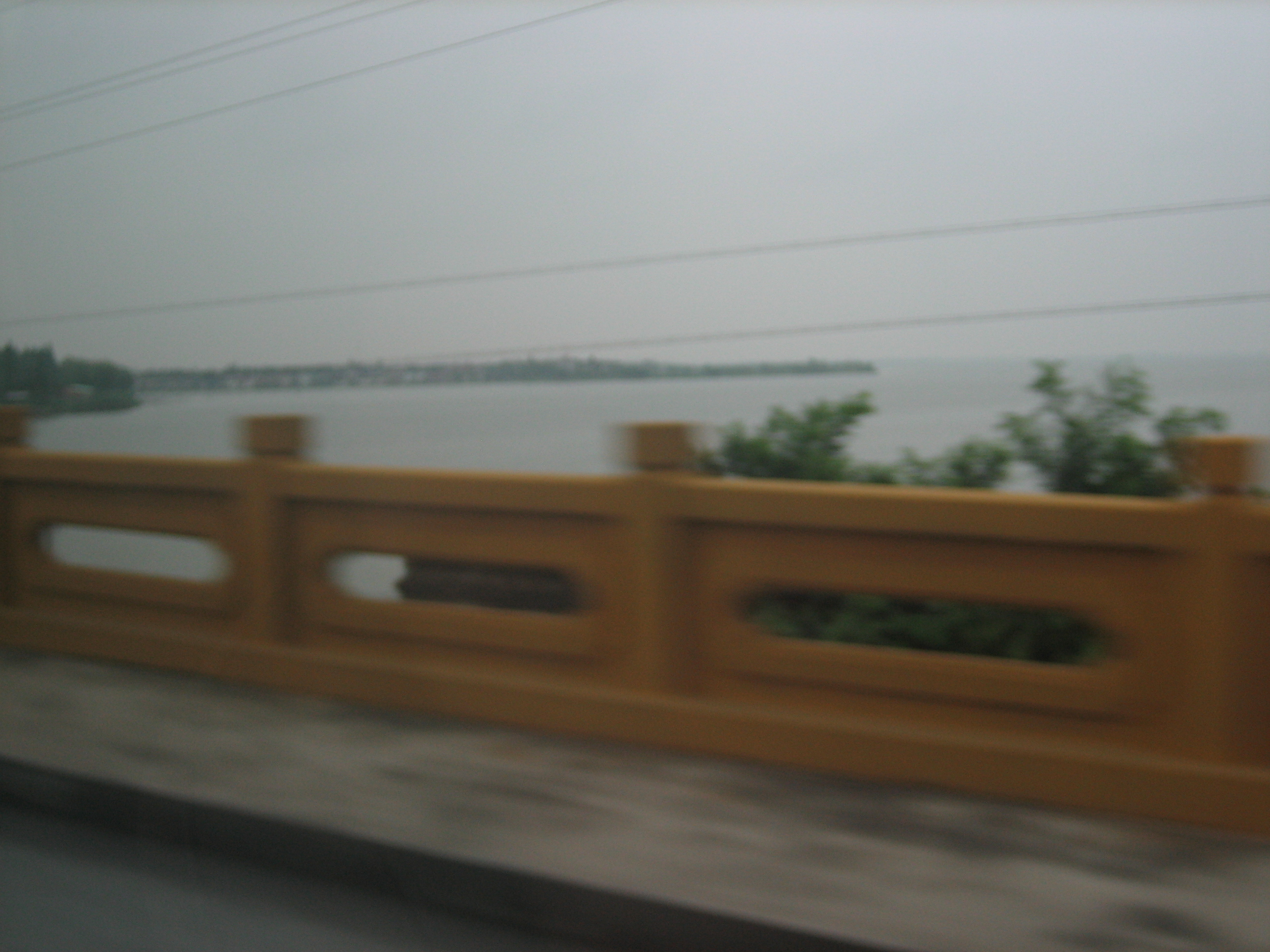

پارک کشتی سبز شرق (به چینی: 东方绿舟)، (به ژاپنی: 東方緑舟) یکی از پارک‌های حومهٔ شانگهای در چین است. مساحت این پارک ۳۷۳ هکتار است و در نزدیک  دریاچه دیانشان قرار دارد. پارک دارای دریاچه، منطقه کمپ، مجسمه های حجاری شده، زمین چمن و جنگل است.
در سال ۲۰۱۰ ژاپن، ۲۰۰۰ اصله درخت ساکورا را به نشانهٔ دوستی بین دو ملت، به چین هدیه کرد. این درختان در پارک کشتی سبز شرقی کاشته شدند.